# Simpson (SS-21)
El USS Spot (SS-413) fue un submarino clase Balao que prestó servicios en la Armada de los Estados Unidos de 1944 a 1966. Fue transferido a la República de Chile, en la cual se desempeñó como Simpson (SS-21) hasta su retiro en 1982.

## Construcción y características
La construcción, ordenada el 6 de junio de 1942, fue a cargo del Mare Island Naval Shipyard de Vallejo, California. La puesta de quilla fue el 24 de agosto de 1943 y la botadura el 19 de mayo de 1944. Fue puesto en servicio con la Armada de los Estados Unidos el 3 de agosto de 1944.
El submarino, perteneciente a la clase Balao, desplazaba 1816 t en superficie y 2425 t sumergido. Tenía una eslora de 95 m, una manga de 8,2 m y un calado de 5,2 m. Su sistema de propulsión diésel-eléctrico se componía por tres motores diésel y dos motores eléctricos, que permitían al buque alcanzar los 20 nudos en superficie, y 10 nudos sumergido. El armamento del submarino era un total de 10 tubos lanzatorpedos de calibre 533 mm.

## Servicio
El USS Spot participó de la Segunda Guerra Mundial, en el teatro del Pacífico, contra el Imperio del Japón. Hundió numerosos barcos japoneses con torpedos y fuego de cañones. Finalizadas las operaciones, recibió cuatro estrellas de batalla.
Estados Unidos transfirió el Spot a la República de Chile en 1961.
La Armada de Chile retiró al Simpson en 1982.